# Epicharis maculata
Epicharis maculata är en biart som beskrevs av Smith 1874. Epicharis maculata ingår i släktet Epicharis och familjen långtungebin. Inga underarter finns listade i Catalogue of Life.